# Francesco Paolo Frontini
Francesco Paolo Frontini (né le 6 août 1860 à Catane – mort le 26 juillet 1939 dans la même ville) est un compositeur et chef d'orchestre italien.

## Biographie
Il a appris la musique avec son père, Martino Frontini, compositeur, et le violon avec Santi D'Amico. À l’âge de 13 ans, à Catane, il se produit en concert avec celui-ci.
Il a 15 ans quand sa première composition, Qui tollis, est dirigée par Pietro Antonio Coppola dans la cathédrale de sa ville natale. En 1875 il est admis au conservatoire de Palerme, où il étudie avec Pietro Platania. Puis il rejoint le conservatoire de Naples, où il est diplômé en composition, sous la férule de Lauro Rossi.

## Œuvres
Opéras
- Nella, opéra en 3 actes
- Sansone, en 3 parties (1882)
- Aleramo, opéra comptant un prologue et 3 actes (1883)

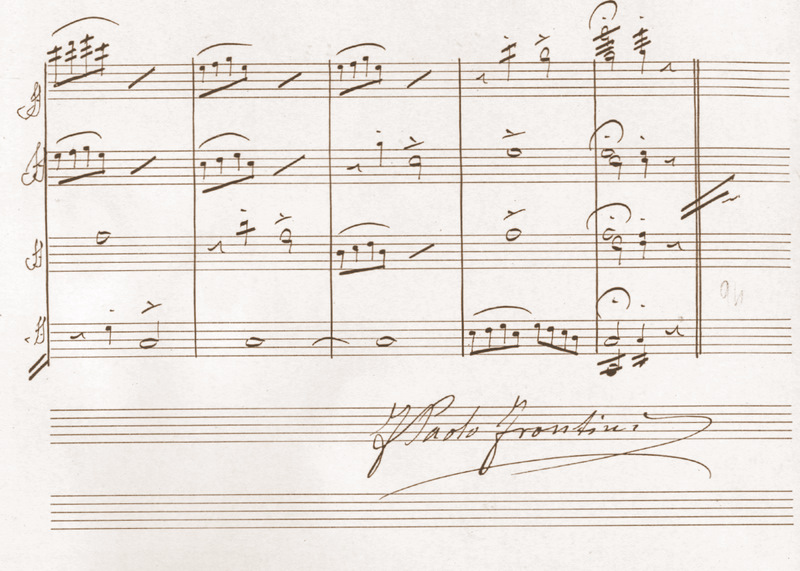
Autographe de Frontini

- Malìa, opéra en 3 actes (1893
- Il Falconiere, en 3 actes (1899)
- Fatalità, en 2 actes (1900)

Symphonies

## Crédits
- (it) Cet article est partiellement ou en totalité issu de l’article de Wikipédia en italien intitulé « Francesco Paolo Frontini » (voir la liste des auteurs).